# De Dion-Bouton Type AI

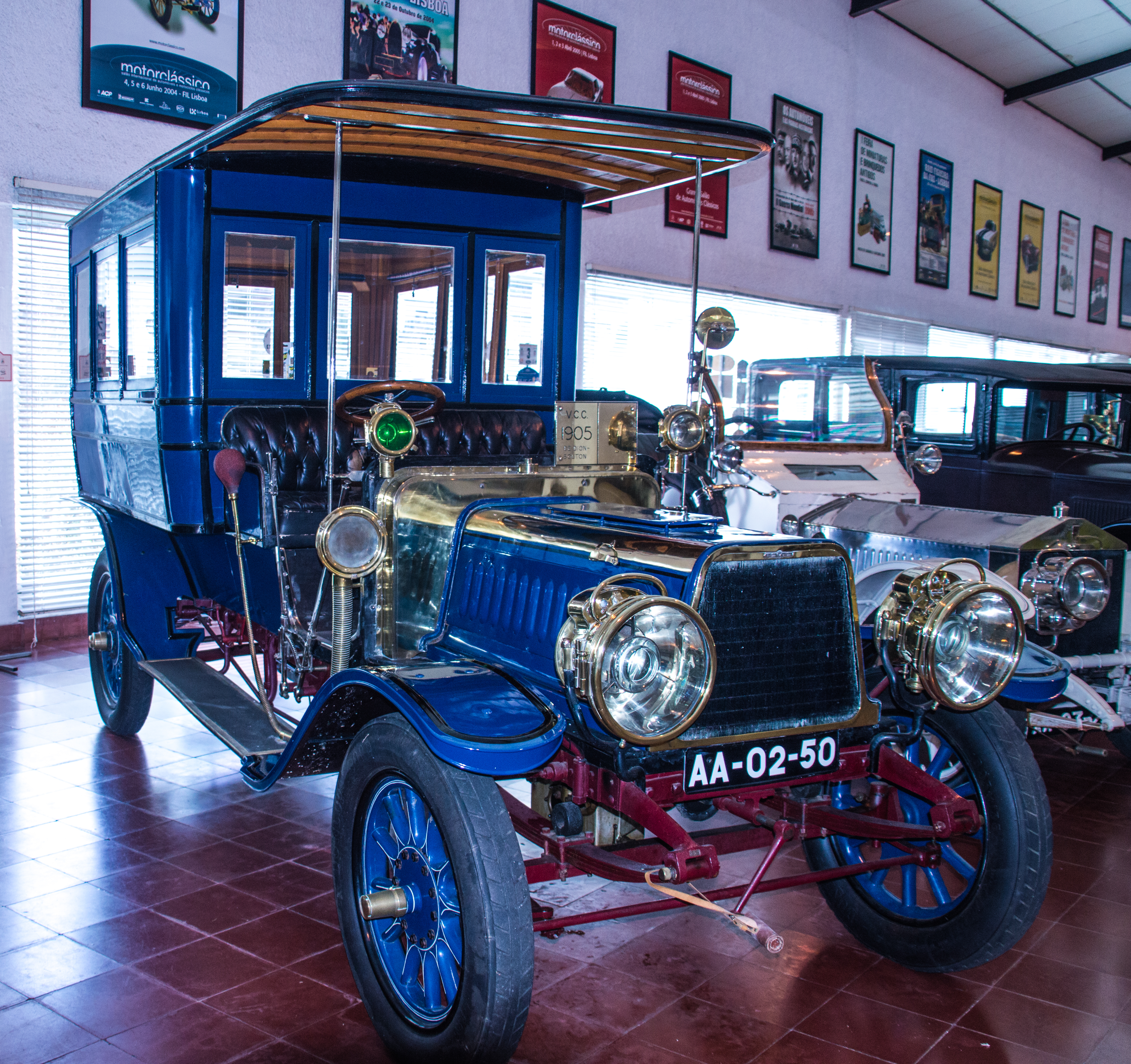
De Dion-Bouton Type AI

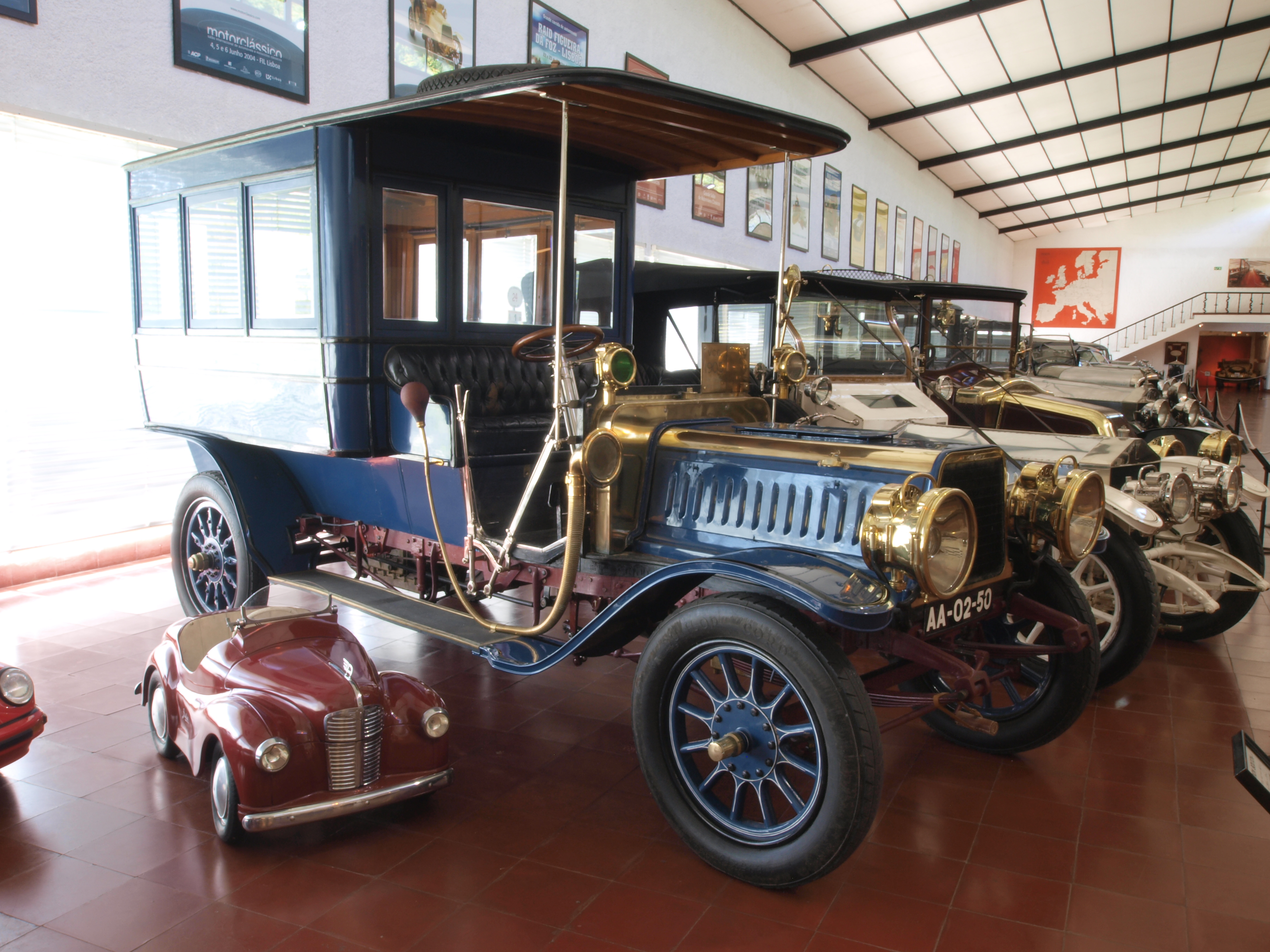
Andere Ansicht

Der De Dion-Bouton Type AI ist ein Nutzfahrzeug aus der Anfangszeit des 20. Jahrhunderts. Hersteller war De Dion-Bouton aus Frankreich.

## Beschreibung
Als Bauzeit wird 1905 bis 1906 angegeben. 1905 als Einführungsjahr ist stimmig. Der Hersteller vergab die Typenbezeichnungen chronologisch alphabetisch. Der Type AD erhielt seine Zulassung am 1. Dezember 1904 und der Type AL am 6. Juli 1905.
Der Vierzylindermotor hat 104 mm Bohrung und 130 mm Hub. Das ergibt 4417 cm³ Hubraum. Er war damals in Frankreich mit 24 Cheval fiscal (Steuer-PS) eingestuft. Er ist vorne im Fahrgestell montiert und treibt über ein Dreiganggetriebe die Hinterräder an. Die Hinterachse ist eine De-Dion-Achse. Ein Motor mit den gleichen Abmessungen findet sich im Pkw Type AP, der am 21. April 1906 seine Zulassung erhielt.
Ungewöhnlich für ein Modell dieses Herstellers von 1905 ist die Position von Wasserkühler und Kühlergrill direkt vor dem Motor. Dies wirkt sich positiv auf die Kühlung aus. Außerdem war dadurch eine ebene Motorhaube möglich. Bei älteren Modellen war der Kühler weit unten im Fahrgestell vor der Vorderachse angeordnet und die Motorhaube als Schaufelnase geformt, also nach vorne hin abfallend. Bei Pkw führte De Dion-Bouton diese Bauweise erst 1906 ein. Der Kühlergrill unterscheidet sich trotzdem von jenem der Pkw-Modelle.
Ein Fahrzeug dieser Baureihe ist erhalten geblieben und im Caramulo-Museum im portugiesischen Caramulo ausgestellt. Es hat eine Karosserie als Omnibus mit zehn Sitzen, die in Portugal hergestellt wurde. Das Abteil für den Fahrer ist seitlich offen und hat keine Windschutzscheibe, aber immerhin ein Dach. Darauf befindet sich das Reserverad. Der Zugang zum Passagierabteil erfolgt durch eine Tür im Heck. Die beiden Bänke sind längs an den Außenseiten angebracht. Das Leergewicht beträgt 2030 kg. Die Höchstgeschwindigkeit ist mit 50 km/h angegeben.